# Волфганг Ернст I фон Изенбург-Бюдинген
Волфганг Ернст I фон Изенбург-Бюдинген (на немски: Wolfgang Ernst I zu Isenburg-Büdingen; * 29 декември 1560 в Бирщайн; † 20/21 май 1633 в Бирщайн) от род Изенберг е от 1596 до 1633 г. граф на Изенбург-Бюдинген и бургграф на Гелнхаузен.
Той е единственият син на граф Филип II фон Изенбург-Бюдинген в Бирщайн (1526 – 1596) и графиня Ирменгард фон Золмс-Браунфелс (1536 – 1577), дъщеря на граф Филип фон Золмс-Браунфелс (1494 – 1581) и Анна фон Текленбург (ок. 1510 – 1554). Внук е по баща на Йохан V фон Изенбург-Бюдинген-Бирщайн (1476 – 1533) и графиня Анна фон Шварцбург-Бланкенбург (1497 – 1546). Брат е на Ерика (1569 – 1628), омъжена 1596 г., за граф Вилхелм фон Насау-Саарбрюкен (1570 – 1597), и на Еренгард (1577 – 1637), омъжена 1604 г. за граф Албрехт фон Ханау-Мюнценберг (1579 – 1635).
Волфганг Ернст I фон Изенбург-Бюдинген умира на 21 май 1633 г. на 72 години в Бирщайн и е погребан в Бюдинген.

## Фамилия
Волфганг Ернст I фон Изенбург-Бюдинген се жени четири пъти.
Той се жени на 26 септември 1585 г. в Бирщайн за графиня Анна фон Глайхен-Ремда († 3 март 1598), дъщеря на граф Йохан IV фон Глайхен-Ремда († 1567) и Катарина фон Плесе († 1533). Те имат децата:
- Катарина Елизабет (* 10 юли 1586; † 30 септември 1598, Офенбах)
- Анна Мария (* 8 юли 1587; † 1 януари 1601, Келзербах)
- Волфганг Хайнрих (* 20 октомври 1588, Офенбах; † 27 февруари 1635, Франкфурт на Майн), граф на Изенбург-Бюдинген-Бирщайн, женен на 12 ноември 1609 г. в Бюдинген за графиня Мария Магдалена фон Насау-Висбаден (1614 – 1654)
- Георг Ханс (* 14 март 1590, Бирщайн; † 3 януари 1598, Офенбах)
- Анна Амалия (* 3 октомври 1591, Бирщайн; † 16 ноември 1667, Бентхайм), омъжена на 2 октомври 1608 г. в Бюдинген за граф Арнолд Йост фон Бентхайм-Текленбург
- Филип Лудвиг I (* 8 септември 1593, Бирщайн; † 20/22 ноември 1615/1616 при Брауншвайг), граф на Изенбург-Бюдинген, женен на 1 юни 1615 г. в Бюдинген за графиня Елизабет фон Салм-Даун (1593 – 1656)
- Филип Ернст (* 17 януари 1595; † 17 август 1635, Ханау), граф на Изенбург и Бюдинген, женен на 19 юни 1619 г. за графиня Анна фон Насау-Диленбург (1594 – 1660)
- Вилхелм Ото (* 6 ноември 1597, Бирщайн; † 17 юли 1667, Бирщайн), граф на Изенбург-Бюдинген-ирщайн, женен I. на 27 юни 1628 г. за Катарина Елизабет фон Ханау-Мюнценберг (1607 – 1647), II. на 25 ноември 1648 г. в Бирщайн за графиня Анна Амалия фон Насау-Диленбург (1599 – 1667).

Волфганг Ернст I фон Изенбург-Бюдинген се жени втори път на 16 април 1603 г. за графиня Елизабет фон Насау-Диленбург (* 24 януари 1564 в Диленбург; † 5 май 1611 във Франкфурт на Майн), вдовица на граф Филип IV фон Насау-Вайлбург (1542 – 1602), дъщеря на граф Йохан VI фон Насау-Диленбург (1536 – 1606) и Елизабет фон Лойхтенберг (1537 – 1579). Те имат един син:
- Волфганг Ернст (* 31 март 1605, Бирщайн; † 4 март 1606, Бирщайн)

Волфганг Ернст I фон Изенбург-Бюдинген се жени трети път на 19 април 1616 г. за графиня Юлиана фон Сайн-Витгенщайн (* 26 февруари 1583; † 8 февруари 1627), дъщеря на граф Лудвиг I фон Сайн-Витгенщайн и Елизабет фон Золмс-Лаубах. Те имат децата:
- Лудвиг Арнолд (* 9 юли 1616, Бирщайн; † 18/19 септември 1662, Вехтерсбах)
- Юлиана (* 8 април 1621, Бирщайн; † 18 май 1622, Вехтерсбах)
- Анна Амалия (* 3 април 1624, Бирщайн; † 19 декември 1624, Бирщайн)
- Йохан Ернст (* 21 юни 1625, Бирщайн; † 8 октомври 1673, Бюдинген), граф на Изенбург-Бюдинген, женен на 15 юни 1650 г. във Вехтерсбах за графиня Мария Шарлота фон Ербах-Ербах (1631 – 1693), дъщеря на граф Георг Албрехт I фон Ербах (1597 – 1647) и графиня Магдалена фон Насау (1595 – 1633).

Волфганг Ернст I фон Изенбург-Бюдинген се жени четвърти път (морганатичен брак) за Сабина фон Залфелд († 1635 в Ханау). Бракът е бездетен.